# 羅伯托·巴羅尼奧
羅伯托·巴羅尼奧 （Roberto Baronio ，1977年12月11日—）是一位意大利足球運動員。在場上司職中場。他一般多出現在中場較後的位置。他的首次意甲比賽是在1995年，布雷西亞對巴里的比賽。